# Viviers-sur-Chiers
Viviers-sur-Chiers település Franciaországban, Meurthe-et-Moselle megyében. Lakosainak száma 658 fő (2022. január 1.). Viviers-sur-Chiers Beuveille, Fresnois-la-Montagne, Longuyon és Montigny-sur-Chiers községekkel határos.

## Népesség
A település népessége az elmúlt években az alábbi módon változott:
| Lakosok száma | 670  | 628  | 561  | 659  | 634  | 640  | 663  | 665  | 660  | 658  |
|               | 1968 | 1982 | 1990 | 2006 | 2013 | 2015 | 2017 | 2019 | 2020 | 2022 |